# Obersülzen
Obersülzen ist eine Ortsgemeinde im rheinland-pfälzischen Landkreis Bad Dürkheim. Sie liegt im Nordwesten der europäischen Metropolregion Rhein-Neckar und gehört der Verbandsgemeinde Leiningerland an.

## Geographie

### Lage
Obersülzen liegt auf gut 150 m ü. NHN im Nordosten der Pfalz, knapp südlich der Grenze zu Rheinhessen. Nach Westen zum Leininger Sporn, dem Nordostrand des Pfälzerwalds, sind es 5 km Luftlinie, nach Osten durch die Oberrheinische Tiefebene zum Rhein etwa 15 km. Das Hügelland, in das die Gemeinde eingebettet ist, gehört zu den nordöstlichen Ausläufern des pfälzischen Weinbaugebiets.

### Geologie
Am Nordrand der Wohnbebauung fließt von West nach Ost der 2008 renaturierte Landgraben, der nach Zufluss des Sausenheimer Grabens im weiteren Verlauf als Floßbach bezeichnet wird und im Nachbarort Dirmstein in den Eckbach mündet.
Die Böden sind mittelschwer und sehr fruchtbar. Vor allem im Osten des Gemeindebereiches sind sie von Lössablagerungen durchsetzt.

### Nachbargemeinden
Westlich von Obersülzen liegt die Kleinstadt Grünstadt, im Uhrzeigersinn folgen die Ortsgemeinden Obrigheim im Norden, Dirmstein im Osten, Laumersheim im Südosten, Großkarlbach sowie Bissersheim im Süden und Kirchheim im Südwesten.

## Geschichte
Die älteste erhaltene Erwähnung von Obersülzen stammt von 773. Bis 1477 war es im Besitz der Leininger Grafen. Danach wurde es vier Jahre lang vom Haus Leiningen-Westerburg und der Kurpfalz gemeinsam verwaltet. 1481 gelangte es unter die alleinige Herrschaft des Kurfürsten und wurde dem Oberamt Alzey unterstellt, zuständiges Unteramt war Freinsheim. Das Kloster Otterberg war im Ort begütert.
Das weitere Schicksal des Dorfs deckt sich mit dem der übrigen linksrheinischen Kurpfalz: Sie wurde nach der Französischen Revolution von Frankreich annektiert und kam 1816, nach Napoleons endgültiger Entmachtung, an Bayern, wo sie bis zum Ende des Zweiten Weltkrieges verblieb.
Das Dorf gehörte zum Landkreis Frankenthal (Pfalz), bis dieser 1969 aufgelöst wurde und der Wechsel in den neugeschaffenen Landkreis Bad Dürkheim erfolgte. 1972 wurde der Ort der neugebildeten Verbandsgemeinde Grünstadt-Land zugeordnet, welche 2018 in der Verbandsgemeinde Leiningerland aufging.

### Konfessionsstatistik
2007 waren 41,7 % der Einwohner evangelisch und 25 % katholisch. Die übrige 33,3 % gehörten einer anderen Glaubensgemeinschaft an oder waren konfessionslos. Der Anteil der Protestanten und die der Katholiken ist seitdem gesunken. Derzeit (Stand 30. November 2021) liegt der Anteil der evangelischen Bürger bei 31,5 %, der katholischen bei 20,6 % und der Sonstigen bei 47,9 %.

## Politik

### Gemeinderat
Der Gemeinderat in Obersülzen besteht aus zwölf Ratsmitgliedern, die bei der Kommunalwahl am 9. Juni 2024 in einer personalisierten Verhältniswahl gewählt wurden, und dem ehrenamtlichen Ortsbürgermeister als Vorsitzendem.
Die Sitzverteilung im Gemeinderat:
| Wahl | SPD | CDU | Grüne | GFO * | Gesamt   |
| ---- | --- | --- | ----- | ----- | -------- |
| 2024 | 5   | 5   | –     | 2     | 12 Sitze |
| 2019 | 7   | 5   | –     | –     | 12 Sitze |
| 2014 | 5   | 7   | –     | –     | 12 Sitze |
| 2009 | 5   | 7   | –     | –     | 12 Sitze |
| 2004 | 3   | 7   | 2     | –     | 12 Sitze |

### Bürgermeister
Michael Schütz (CDU) wurde am 6. August 2024 Ortsbürgermeister von Obersülzen. Bei der Stichwahl am 23. Juni hatte er sich mit einem Stimmenanteil von 61,5 % gegen den bisherigen Amtsinhaber durchgesetzt, nachdem bei der Direktwahl am 9. Juni 2024 keiner der ursprünglich drei Bewerber eine ausreichende Mehrheit erreichte.
Der Vorgänger von Schütz, Andreas Lehmann (SPD), hatte das Amt seit 2014 inne.

### Wappen
Die Blasonierung des Wappens lautet: „In Blau die ganzfigurige Gestalt eines Mitraträgers – Bischofs oder Abtes – mit goldbordierter silberner Mitra, silberner Albe und schwarzer Cappa, in der Rechten ein goldenes Buch mit silbernen Schließen, in der Linken einen goldenen Krummstab haltend.“
Es wurde 1983 von der Bezirksregierung Neustadt genehmigt und geht zurück auf ein Siegel von 1602.

## Sehenswürdigkeiten und Kultur

### Bauwerke

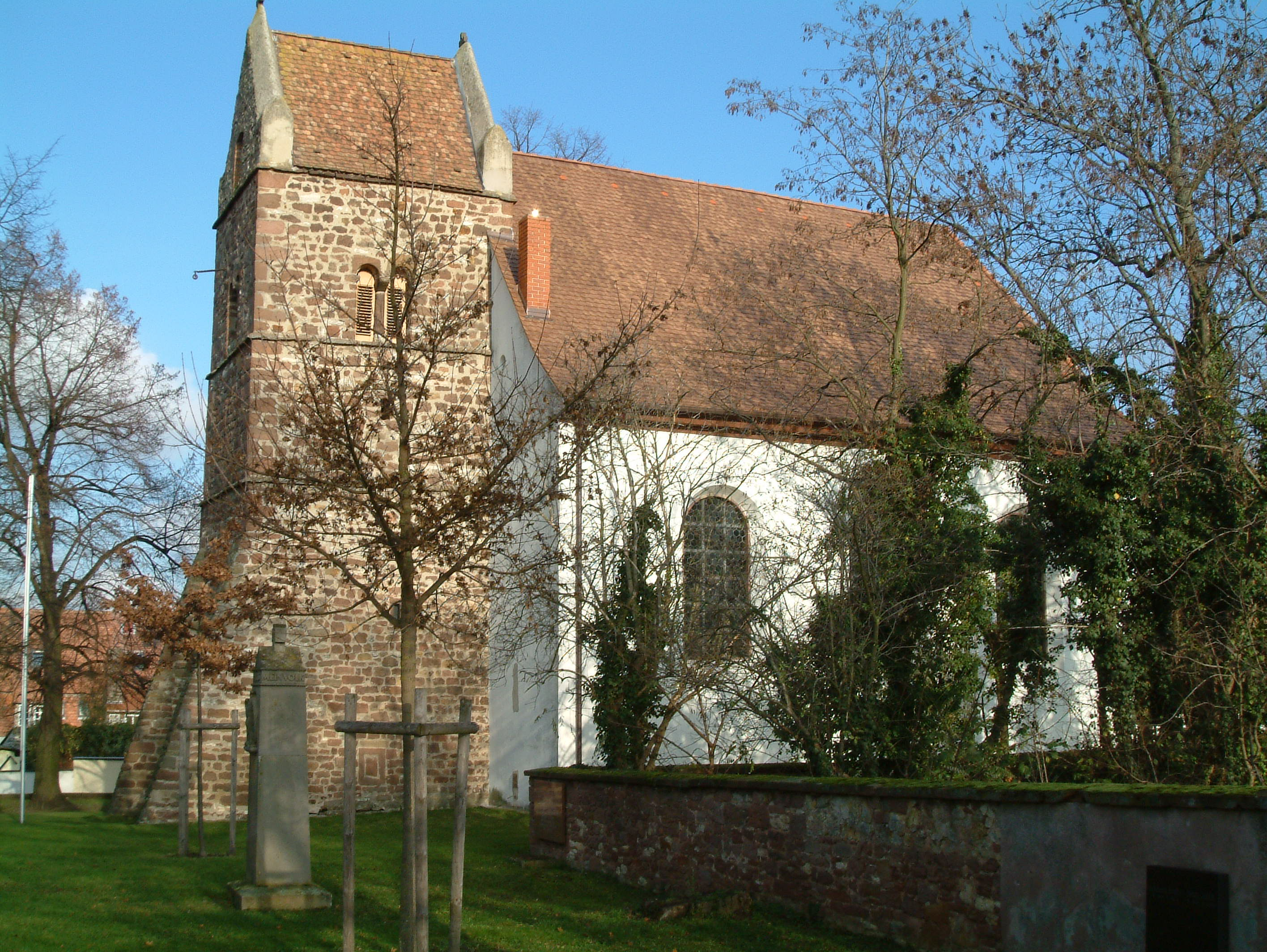
Protestantische Kirche

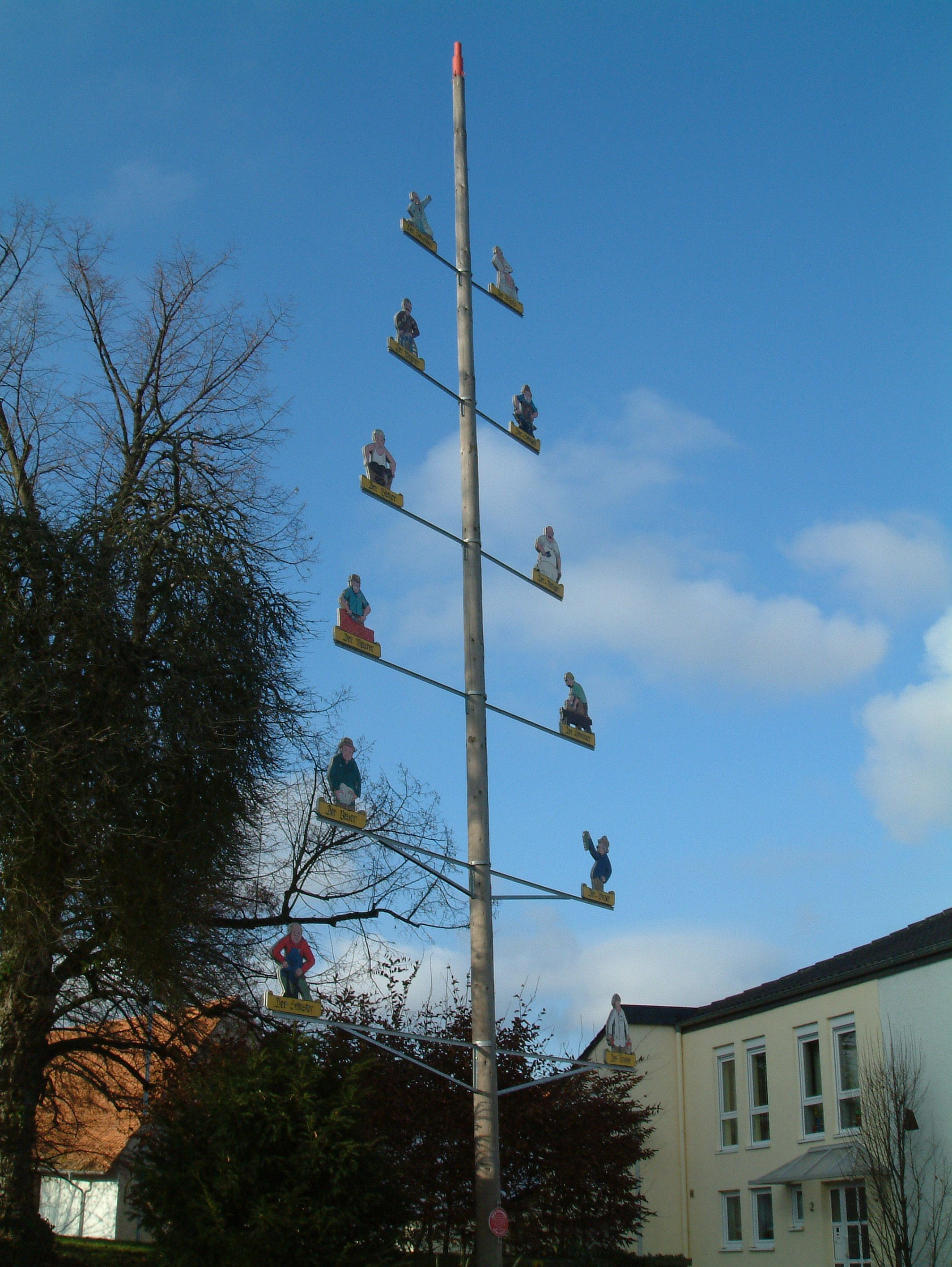
Zunftbaum

Die heutige protestantische Kirche St. Johannes der Täufer am Ostrand des Dorfs wurde urkundlich erstmals 1496 erwähnt. Sie war ursprünglich eine romanische Wehrkirche, von der jetzt noch der gedrungene Turm aus dem frühen 13. Jahrhundert erhalten ist, der drei Geschosse hat und von einem Satteldach zwischen Schildgiebeln gedeckt ist. 1766 erhielt die Kirche ihr jetziges Schiff samt Inneneinrichtung. Die Orgel wurde 1896 von Wilhelm Sauer gebaut, 1984 wurde sie restauriert. 2016 fand die 250-Jahr-Feier des spätbarocken Kirchenschiffs statt.

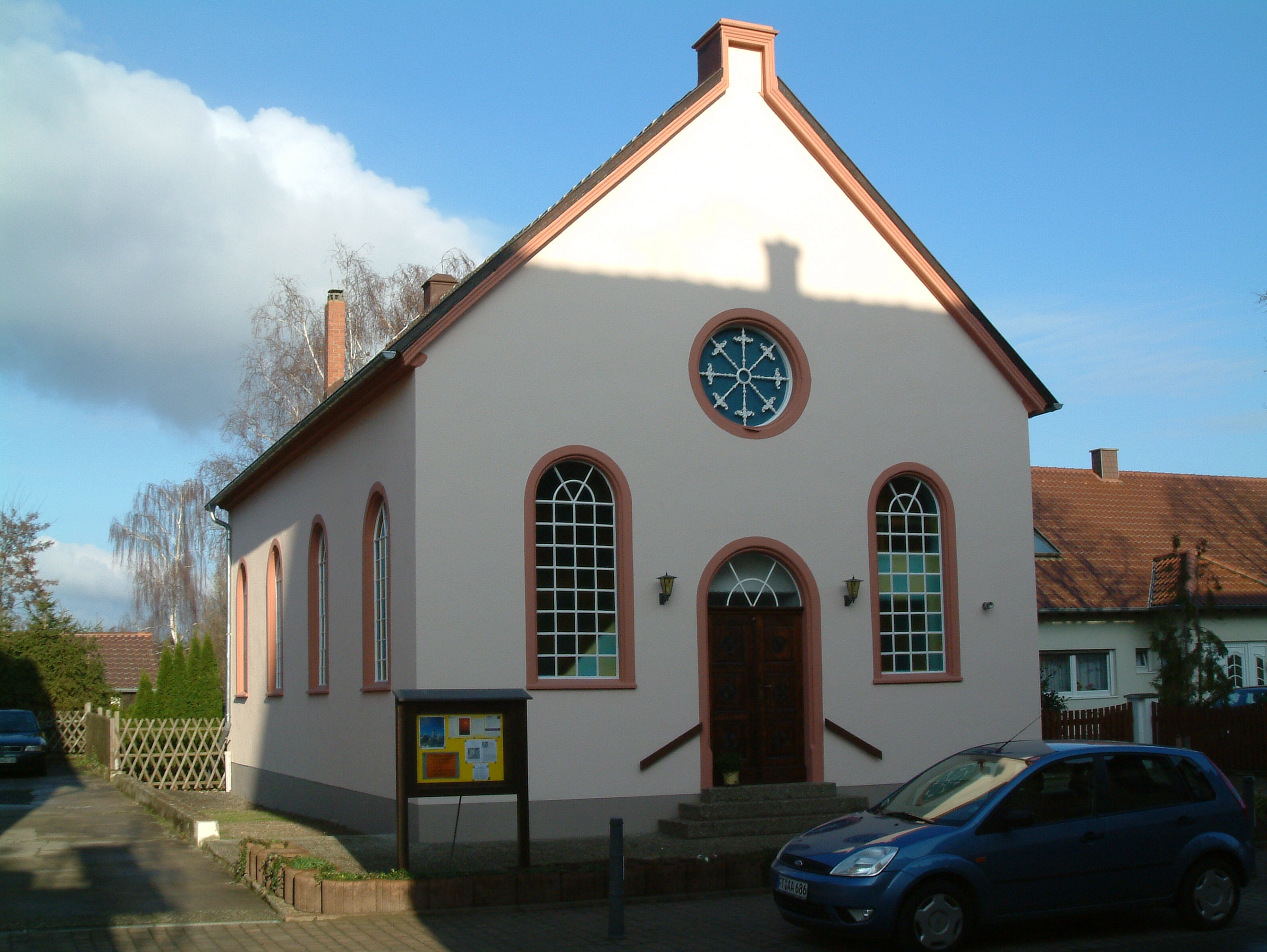
Mennonitische Kirche
Im 16. Jahrhundert fanden Mennoniten aus der Schweiz als Glaubensflüchtlinge Zuflucht in Obersülzen, wo sie seither eine Gemeinde bilden. 1866 errichteten sie in der Dorfmitte eine kleine klassizistische Kirche ohne Turm, die Anfang des 21. Jahrhunderts restauriert wurde.
Weitere sehenswürdige Bauwerke
Der Mehrgenerationenhof und das zum Dorfgemeinschaftshaus umgestaltete ehemalige Schulhaus stammen aus der Zeit des Klassizismus. In den Gartenbereich des Mehrgenerationenhofs wurde ein Brunnen aus dem 16. Jahrhundert versetzt.

### Regelmäßige Veranstaltungen
- Spargelfest (an Fronleichnam)
- Blaschderstroßefeschd (Pflasterstraßenfest; bis etwa 2001, als die Hauptstraße asphaltiert und das Fest eingestellt wurde, am letzten Wochenende im Juni)
- Kerwe (am ersten Wochenende im September)

### Brauchtum
Ein Zunftbaum, dessen Figuren der Künstler Udo Marker geschaffen hat, steht zwischen der Wehrkirche und dem Dorfgemeinschaftshaus.

### Natur
Im Torhaus und an einem Holzturm des Hofguts Heinze sind 263 Nisthilfen angebracht, welche die Ansiedlung der größten Mehlschwalbenkolonie in Deutschland ermöglicht haben.

## Wirtschaft und Infrastruktur

### Wirtschaft
Obersülzen ist traditionell landwirtschaftlich geprägt. Fast die gesamte Agrarfläche kann für Weinbau genutzt werden. Im Ort gibt es die größte Rebschule Deutschlands; sie befasst sich mit der Vermehrung bestehender Rebsorten und der Entwicklung von Neuzüchtungen. Neben dem Weinbau sind noch Obst- sowie Spargelanbau nennenswert. Bausysteme bietet die Argisol Bewa GmbH an.

### Verkehr
Die Gemeinde ist über die Landesstraße 453 (Grünstadt–Frankenthal) an die 1 km entfernte Bundesstraße 271 (Bad Dürkheim–Monsheim) angebunden, die ihrerseits bei Grünstadt (2 km) über einen Anschluss an die Autobahn 6 (Mannheim–Saarbrücken) verfügt.

### Soziales Leben
Der Fußballplatz des SV Obersülzen, vor dem westlichen Ortseingang der Gemeinde zwischen L 453 und dem Floßbach gelegen, verfügt über den ersten von der FIFA lizenzierten Kunstrasen in Rheinland-Pfalz.
Neben dem Sportgelände wird alljährlich ein Maislabyrinth angelegt, in dem Besucher ihren Orientierungssinn testen können.
Ein großes, früher Saatgut erzeugendes Hofgut dient heute, in seiner Substanz erhalten, renoviert und zum „Mehrgenerationenhof“ umgebaut, als Wohnheim und Werkstatt für psychisch behinderte Menschen. Die Trägerschaft besitzt der Förderverein für die Nachsorge und Rehabilitation psychisch Kranker in Frankenthal.

## Söhne und Töchter der Gemeinde
- Heinrich Stauffer (1863–1931), Politiker (BdL)